# Sékou Amadou
Sékou Amadou (ou Cheikhou Amadou), de son vrai nom complet Aḥmadu bin Muḥammadu Lobbo (arabe : شيخ أحمدو بن محمّدو لبّو) ou Aḥmad bin Muḥammad Bubu bin Abi Bakr bin Sa'id al-Fulani (arabe : أحمد بن محمّد بوبو بن أبي بكر بن سعيد الفلاني) selon des sources en langue arabe de l'époque, ou encore Amadou Hâmmadi Boubou (peul : Aamadu Hammadi Buubu), né en 1776 à Malangal, un village près de Mopti, et mort en 1844 ou 1845, était un marabout peul adepte de la Qadiriyya, fondateur de l’empire peul du Macina.

## Biographie
Sékou Amadou, né dans le clan Barry, fut élevé par le jeune frère de  père, Hamman Lobbo. Après avoir suivi un enseignement coranique à Djenné, il est initié à la Qadiriyya par un soufi, Kabara Farma, qui marqua considérablement sa vie religieuse.
En butte à l’hostilité des oulémas qu'il accuse d'idolâtrie, il proclame le jihad. Il livre sa première bataille en 1818 à Noukouma, au nord de Djenné, contre les ardos, chefs peuls animistes alliés au Fama (roi) de Ségou. Il conquiert Djenné en 1819 où il fait raser la grande mosquée construite par le roi Koi Koumboro dont la beauté offensait l’islam dépouillé qu’il prêchait et en fait construire une nouvelle.
Il fonde un empire théocratique, l’empire du Macina, appelé Diina, c’est-à-dire « la religion » en arabe un peu déformé, doté d'une nouvelle capitale, Hamdallaye (« Dieu soit loué »), située à proximité de Mopti, sur les bords du Bani. 
Cet empire sera étendu par son fils jusqu’à Tombouctou. mettant en œuvre avec rigueur la charia et particulièrement, il s’efforce de propager l’islam chez les animistes. Le cheikh al-Bakkay, chef spirituel de la Qadiriyya et petit-fils de Sidi al-Muḥtar, tentera d'ailleurs en vain de rappeler à Amadou Sekou, fils du fondateur du régime musulman, les principes de leur tariqa, à savoir la tolérance et la paix avec les musulmans et les non-musulmans.
Il organise le Macina militairement et administrativement, sédentarise les Peuls et établit une fiscalité draconienne.
Il reçoit du calife de Sokoto (dans l’actuel Nigeria) et guide suprême de la Qadiriyya dans cette région, Usman dan Fodio, le titre de cheikh (Sékou, qui signifie guide spirituel) et prend le titre de commandeur des croyants.
Il est mort de mort naturelle en 1844 ou 1845. Son fils Amadou Sékou (Amadou II) puis son petit-fils Amadou Amadou (Amadou III) lui succèdent jusqu'à la fin de la dynastie en 1862, assassiné par El Hadj Omar qui même par la suite mourut dans les grottes de Bandiagara après sa fuite de Hamdallaye contre l'armée de Balobo neveu de Sékou Amadou.

## Mémoire et postérité
Durant la guerre du Mali, Amadou Koufa, chef de la katiba Macina, un sous-groupe du mouvement djihadiste affiliée à Ansar Dine devenu Groupe de soutien à l'islam et aux musulmans, a fait détruire les murs du mausolée consacré à Sékou Amadou à Hamdallaye, considérant que le culte qu’on continuait de vouer au fondateur de l’empire était contraire à l'islam orthodoxe.